# 陳霽平
陳霽平（英語：Maria Chen Chai Ping，1971年9月2日—），香港女演員、主持及補習教師，曾為無綫電視旗下合約藝人，現時主要擔任各大品牌活動司儀。

## 簡歷
陳霽平生於台灣，父母亦是台灣人，但孩童時代已隨父母來港居住。她精通多國語言，小學畢業便往美國紐約北岸就讀中學，再到加拿大升讀多倫多大學，主修商業及心理學，而回港在香港中文大學修畢傳理系碩士後，則任中大傳理系助教。1995年，她經參選香港小姐入行，而参選香港小姐原為獲取經驗以完成大學一份功課，後來也順勢投身娛樂界。她曾於1997年與陸浩明及陳鍵鋒一起在新城電台共事，同時亦為無綫電視藝員和在明珠台擔任節目主持。她於2008年回復自由身，《珠光寶氣》為其告別作，同年赴美參與電影《殊不簡單》的拍攝工作，並參演其中一個角色。
2005年，陳霽平開始兼任作家，以書教授英語心得，著作如《Marie's Guide to One Hundred English Idioms》、《Maria's Guide to 100 Must Know English Idioms》等。2013年，她與華豐正凌國際有限公司合作，推出真人發聲手機應用程式 -《Maria 外語教室》，教授常用英語及準確讀法。同年還加入香港電視網絡，參演劇集和主持節目；現時兼職補習老師，也擔任不少品牌開幕及宣傳活動司儀。

## 軼聞
- 她曾在《壹週刊》訪問中透露其名字由父親所改，「霽」含雨過天晴之意，是希望兩姊妹出生後世界會變得和平，而「平」則常令她被誤當男子。雖小時不喜歡此名字，至今仍有許多人唸錯，卻能與人打開話題，屬於好事[7]。

## 演出作品

### 電視劇（無綫電視）
| 首播   | 劇名          | 角色                   |
| 1996年 | 真情          | Andy 女朋友（第209集） |
| 2003年 | 戀愛自由式    | 洪水晶（Crystal）      |
| 2003年 | 皆大歡喜      | 貝 穎（Wing）          |
| 2003年 | 帝女花        | 蕭貴妃                 |
| 2003年 | 美麗在望      | 模特兒                 |
| 2004年 | 金枝慾孽      | 寶 嬋（寶嬋姑姑）      |
| 2005年 | 皆大歡喜      | 栢詩小姐               |
| 2005年 | 御用閒人      | 喜 鵲                  |
| 2005年 | 妙手仁心III   | Jan                    |
| 2005年 | Yummy Yummy   | 游惠宜（Carrie）       |
| 2005年 | 人間蒸發      | 年青王小甜             |
| 2005年 | 胭脂水粉      | 阮老師                 |
| 2005年 | 阿旺新傳      | 模特兒導師             |
| 2006年 | 天幕下的戀人  | Ada                    |
| 2006年 | 高朋滿座      | 曾美娜（Angela）       |
| 2006年 | 鳳凰四重奏    | 花千紅                 |
| 2006年 | 東方之珠      | 郭小瑩                 |
| 2007年 | 同事三分親    | 葉珊珊                 |
| 2007年 | 律政新人王II  | 歐陽丹                 |
| 2008年 | 古靈精探      | 程蕙芳                 |
| 2008年 | 珠光寶氣      | Sharon                 |
| 2013年 | 談談情‧練練武 | 燕                     |
| 2017年 | 蘭花刼        | 阮仁鳳                 |

### 電視劇（其他）
| 首播         | 劇名            | 角色            |
| 香港電視網絡 |                 |                 |
| 2015年       | 我阿媽係黑玫瑰  | 白 湖           |
| 2015年       | 第二人生        | 陳秀嫻          |
| 2015年       | 三面形醫        | 金建雯（Kimmy） |
| 港台電視31   |                 |                 |
| 2016年       | 我的家庭醫生 II | 招 太           |

### 综藝節目
| 首播           | 節目名                | 備註                        |
| 翡翠台         |                       |                             |
| 2005年         | 奇幻潮                | 第19集(復仇)、飾演表姨      |
| 無綫生活台     |                       |                             |
| 2007年         | 星級廚房              | 第325、327、328集嘉賓       |
| Now香港台      |                       |                             |
| 2010年         | 一個地球              | 第62 - 66集嘉賓             |
| Now 101台      |                       |                             |
| 2011年         | 煮角                  | 第5集嘉賓                   |
| 有線娛樂新聞台 |                       |                             |
| 2012年         | 今日觀點Ladies' Night | 3月8日嘉賓                  |
| 香港電台       |                       |                             |
| 2010年         | 反斗英語 2010         | 第4集、飾演專業演員（上司） |
| 2013年         | 反斗普通話            | 第7集、飾演嬌嬌             |

### 主持節目
| 首播     | 節目名       | 電視台       |
| 1995年   | 為食到廣東   | 無綫電視     |
| 2002年   | 異靈靈異     | 無綫電視     |
| 有待考究 | 翡翠音樂幹線 | 無綫電視     |
| 2015年   | 食的秘密     | 香港電視網絡 |

### 電影
| 首映   | 電影名             | 角色                 | 備註         |
| 2001年 | 野獸之瞳           | 沖女友               |              |
| 2001年 | 絕世好Bra          | Jolene               |              |
| 2002年 | 特警新人王         |                      |              |
| 2002年 | 嫁个有钱人         | 李露媚（Sunraysia）  |              |
| 2002年 | 幽灵人间II鬼味人间 | Clara                |              |
| 2003年 | 魔宅之铁锤凶灵     | Christina            |              |
| 2003年 | 多重彩             | 靚靚                 |              |
| 2003年 | 妒火線             |                      | 無綫電視電影 |
| 2004年 | 鐵翼驚情           |                      | 無綫電視電影 |
| 2004年 | 夏之春             |                      |              |
| 2007年 | 单身部落           | 賴狄敏（Cherry Lai） |              |
| 2008年 | 殊不簡單           | 美國女陸軍           | 美國電影     |
| 2009年 | 紅夜               | Flora                | 法國電影     |
| 2009年 | 窈窕紳士           | Rebecca              |              |
| 2011年 | 唔憂嫁             | 唐子欣               | 福音電影     |

### 音樂錄像
| 年份   | 歌名         | 歌手     |
| 2002年 | 向左走向右走 | 楊千嬅   |
| 2003年 | 真情宣言     | 深南大道 |
| 2012年 | 贖罪         | 海俊傑   |

### 電台節目
- 有待考究：商業電台《903 id clubAiShiTeRu》（嘉賓）

### 廣告代言
| 年份   | 產品                                                       | 備註                 |
| 2003年 | Sunraysia 西梅汁                                           | 電視廣告             |
| 2010年 | Kettler（克特勒） - Crossbike                              | 電視廣告             |
| 2010年 | Kettler - Paso / Verso                                     | 電視廣告             |
| 2011年 | Kettler - Swing Core                                       | 電視廣告             |
| 2012年 | Kettler - Exercise Bike                                    | 電視廣告             |
| 2013年 | Ernest Borel（依波路）                                     | 廣告特輯             |
| 2014年 | Plantur 39 - 植物與咖啡因洗髮露                            | 旁白                 |
| 2016年 | Méthode SWISS                                              | 與李施嬅、黃美棋合作 |
| 2019年 | 香港伊甸園集團第壹試管嬰兒中心 - 凍卵子凍胚胎 解除時間壓力 | 電視廣告             |

## 其他

### 著作
| 日期           | 書名                                          | 編號               |
| 2005年         | Marie's Guide to One Hundred English Idioms   | ISBN               |
| 2009年7月21日  | Maria's Guide to 100 Must Know English Idioms | ISBN 9789626728215 |
| 2012年7月23日  | 愛爆英語 He said，She said                    | ISBN 9789888164387 |
| 2015年12月11日 | 遊歷英語 Travel English                       | ISBN 9789881438911 |

### 手機應用程式
- 2013年：《Maria 外語教室》

## 曾獲獎項與提名
| 年份   | 獎項                                                                      | 結果 |
| 2001年 | 2001年度萬千星輝賀台慶「本年度我最喜愛的拍檔（非戲劇組）」 — 《異靈靈異》 | 提名 |
| 2004年 | 2004年度萬千星輝賀台慶「本年度我最喜愛的飛躍進步女藝員」 — 《金枝慾孽》   | 提名 |

## 外部連結
- 陳霽平的新浪微博
- Maria Chen的Facebook專頁
- Maria Chen的Instagram帳戶
- Maria Chen 陳霽平 - YouTube （页面存档备份，存于）
- Maria Chen 個人網頁
- Maria Chen | LinkedIn
- 陳霽平在香港影庫上的簡介